# Aules d'extensió Universitària per a la Gent Gran de Barcelona
Les Aules d'Extensió Universitària per a la Gent Gran de Barcelona és una entitat sense afany de lucre, reconeguda per la Generalitat de Catalunya, com Entitat d'Utilitat Pública i regida pels Estatuts aprovats per la mateixa Generalitat. L'objectiu de les Aules és acollir persones de més de cinquanta-cinc anys, que tinguin interès a obtenir nous coneixements i que sentin la necessitat de seguir sent útils a la societat. Entre les funcions que desenvolupa l'entitat hi ha les de fomentar la comunicació i les relacions socials per tal de conservar l'estat físic i intel·lectual de la gent gran, i motivar l'ocupació del temps lliure amb conferències, seminaris, viatges i altres activitats culturals.

## Història
Les Aules van començar a Barcelona l'any 1980, seguint l'experiència duta a terme pel sociòleg francès Pierre Velhas, que fundà l'any 1975 les primeres Aules per la Gent Gran a la Universitat de Tolosa de Llenguadoc, sota l'eslògan “Deixar d'aprendre és començar a envellir”.
Les primeres conferències, que van ser impartides per un grup de persones molt reduït, es donaven periòdicament a la Mútua Metal·lúrgica i a l'Agrupació d'Enginyers Industrials.
Va ser durant el rectorat del Dr. Antoni Maria Badia i Margarit a la Universitat de Barcelona, que el Dr. Francesc Pons Catchot, president de les Aules el 1980, li va transmetre les inquietuds i objectius d'aquell grup de persones grans per seguir amb la seva formació. La Universitat de Barcelona va obrir les portes per integrar l'associació en el seu si.
L'any 2020 la Generalitat de Catalunya li va concedir la Creu de Sant Jordi pel seu "compromís pioner i sostingut durant quaranta anys, que ha facilitat l'accés als coneixements universitaris a milers de persones més grans de 55 anys".

## Funcionament
Les Aules d'Extensió Universitària per a la Gent Gran de Barcelona és un col·lectiu format per quasi 4000 socis, distribuïts en dotze grups als quals se'ls imparteixen conferències dos dies a la setmana. També organitzen altres activitats com audicions musicals ("Audicions Íntimes"), sortides i viatges culturals. També disposen d'un grup de teatre i una coral.
Les Aules estan dirigides per la Junta Directiva, formada per un president, tres vicepresidents, el tresorer, el comptador, la secretària i els vocals que representen els dotze grups, els equips de coordinació, viatges, coral i la revista.
El seu àmbit d'actuació és la ciutat de Barcelona i àrea metropolitana.

## Presidents
- Joaquim Fortino Viadé, 2017-
- Josep M. Merino, 2014-2017
- Francesc Pons Catchot, 1980-2014